# Ґембец

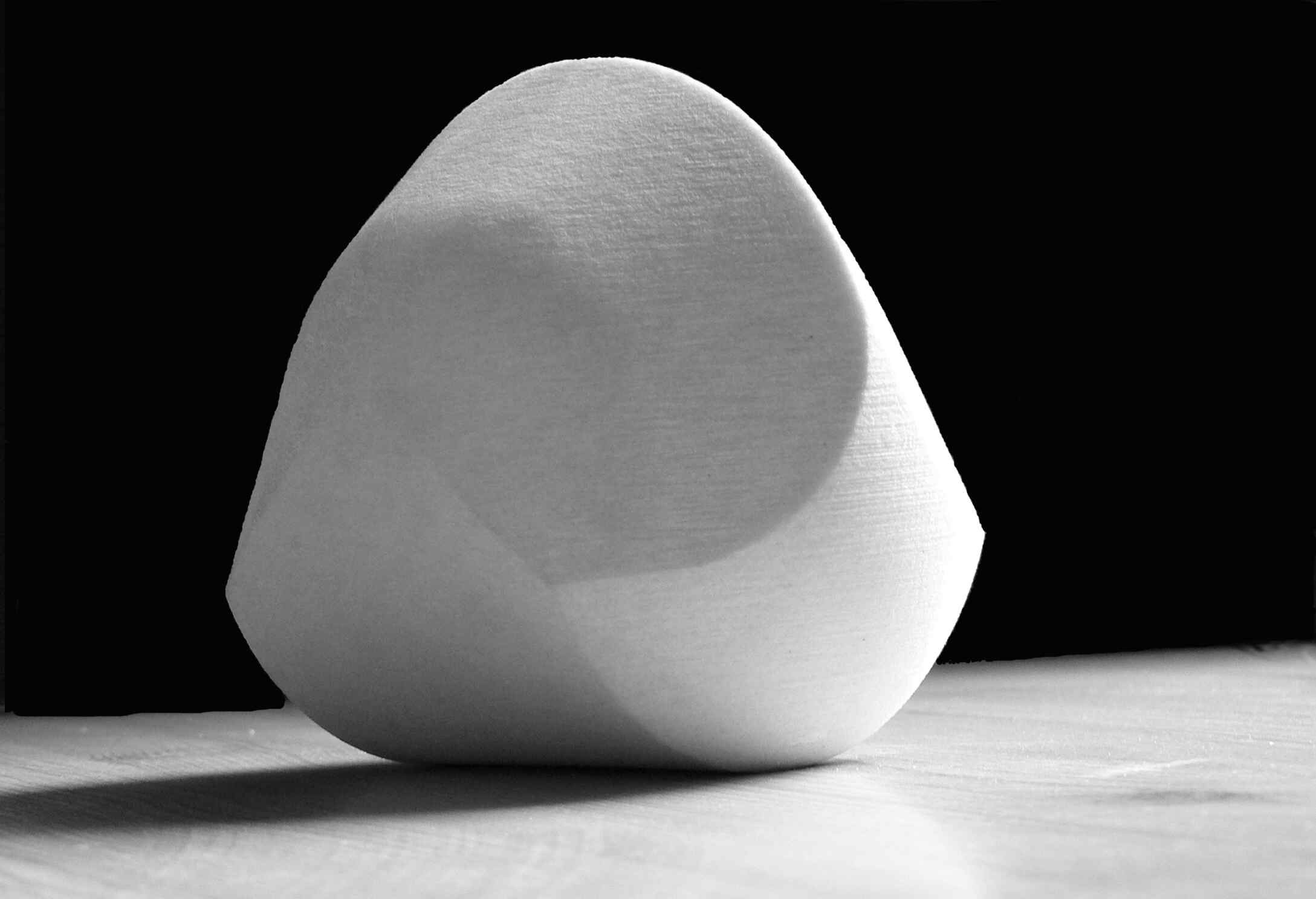
Ґембец — однорідне моно-моностатичне тіло

Ґе́мбец (Ґьомбьоц, угор. gömböc) — приклад тривимірного опуклого тіла з однією стійкою і однією нестійкою точкою рівноваги, який побудували 2006 року угорські математики Габор Домокош і Петер Варконьї (Várkonyi Péter).

## Історія відкриття
Добре відомий принцип дії дитячої іграшки «іванця-киванця» — ефект повернення в один і той же стан досягається за рахунок зсуву центра тяжіння. Завдяки цьому в неї є тільки одне положення стійкої рівноваги (на основі) і лише одне положення нестійкої рівноваги (на голові). «Іванець-киванець» не є геометричним тілом у строгому сенсі через свою неоднорідну густину — в його нижній частині міститься вантаж. Математиків довгий час цікавило питання існування опуклого однорідного геометричного тіла з аналогічними властивостями. Вперше можливість існування таких тіл припустив російський математик В. І. Арнольд. Самі ж тіла одержали назву мономоностатичні.
За пошуки «однорідного іванця-киванця» взялися два угорські математики, Габор Домокош із Будапештського університету технології та економіки і Петер Варконьї з Принстонського університету. Спочатку здавалося, що точок рівноваги не може бути менше чотирьох: дві точки стійкої та дві точки нестійкої рівноваги (для двовимірного випадку це було давно доведено). Проте в тривимірному випадку вдалося спершу довести існування тіла з двома точками рівноваги, а потім і надати його зразок. Побудоване тіло одержало назву «ґембец», від угорського gömb, що означає «сфера». Саме ж слово цілком означає 'схожий на сферу', сферичний.

## Властивості
Головною властивістю ґембеца, заради якої його й побудували, є повернення до одного і того ж положення з будь-якого іншого на рівній площині під дією сили тяжіння. Ця властивість досягається завдяки його особливій опуклій, округлій формі. На вигляд ґембец доволі схожий на сферу, через що, очевидно, й одержав назву. У своїй праці, присвяченій вивченню ґембеца, дослідники так характеризують саме тіло і його можливі аналоги: 

На основі наданих результатів не може не скластися враження, що мономоностатичні тіла «ховаються» — їх важко показати, важко описати і важко впізнати. Зокрема, ми показали, що їх форма не схожа ні на яких типових представників інших класів рівноваги. Ми також показали, що вони не пласкі і не тонкі; по суті, вони єдині невироджені об'єкти, що мають одночасно мінімальну сплющеність і звуженість.

## Подальші перспективи
Поверхні ґембеца мають складну округлу форму, що й надає йому такі незвичайні властивості. Залишається відкритим питання: чи можна побудувати аналогічне тіло, всі грані якого були б пласкими? Автори ґембеца вважають, що якщо такий об'єкт існує, то він повинен мати тисячі граней. Цим, мабуть, пояснюється розмір нагороди, яку вони встановили за його відкриття: 10 тис. доларів, поділені на кількість граней.
2025 року повідомлено про створення чотиригранника, який завжди перекидається на одну й ту саму грань.